# Самартх Рамдас
Самартх Рамдас (маратхі:समर्थ रामदास, 1608 —1681) — маратхський містичний поет та композитор часів правління Шиваджі.

## Життєпис
Походив з брамінської родини Суряджі. Народився у квітні 1608 року. При народжені отримав ім'я Нараян. З дитинства захоплювався релігійними гімнами. У 1616 році втратив батька. З часом все більше схилявся до аскетичного життя. Тому у 1626 році, коли мати надумала пошлюбити його, то Нараян втік прямо з весілля.
В подальшому вів життя аскета, захоплювався філософсько-релігійними течіями бгакті, подорожував північною та центральною Індією, багато часу присвячував йозі та медитації, 12 років провів у с. Панчаваті (на березі р. Годаварі), вивчаючи індуїстські священні тексти. Зрештою став прихильником культу Рами (аватара Вішну) та Ханумана. У 1632 році змінив ім'я на Рамдас.
Успіхи Шиваджі, формування Маратхі як самостійної держави змусили Рамдаса перетворити своє віровчення на зброю боротьби. Він був, мабуть, єдиним бгакті Індії, який відкрито закликав народ до зброї. Його молитви були схожі скоріше на військові гімни, ніж на мирну проповідь: «Господи! Уподібни мій вірш гарматі, яка від дотику гнота вивергає сліпуче полум'я і жене згубне ядро; наділи його здатністю Ханумана, вмить вибігати в піднебесся; наділи його силою буревію, що приводить у рух все, що зустрічає він на шляху своєму».
Рамдас стає одним з гуру Шиваджі, на прохання якого оселеється неподалік від Сатари (тодішньої столиці держави маратхів) — у фортеці Паралі (перейменовано у Садджангад). тут він й помирає у 1681 році.

## Творчість
Серед його праць найбільш вагомим є: «Дасбодх» («Повчання раба») та «Шрі-маначе-шлок» (збірка медитацій). Також відомою є поетична збірка «Шрі-маруті-стотра», присвячена Хануманові.
Перша частина його відомого твору «Дасбодх» прославляє аскезу. У формі традиційного діалогу Рамдас оповідає в ній про марність мирського добробуту. Герой книги — не аскет, а людина, занурена в домашні, сімейні справи (новий герой для поезії бгакті), вів життя щасливу, повну насолод і любові, поки навала моголів і старість не поклали його добробуту кінець. І ось він жебрак, убогий старий; все, що було, міраж; єдина розрада — молитва і скорбота про минуле. Так чому ж відразу, наставляє Рамдас, не відмовитися від світу в ім'я чистого і цнотливого усамітнення? Перша частина «Дасбодх» — філософське обґрунтування відлюдництва і наставляння в аскетичному служінні Богу.
Друга частина книги створена багато пізніше першої, написана в іншій тональності. Мотивів безвиході в ній вже немає. Поет оспівує земне життя, бачачи тепер справжнє служіння Богу в служінні ближньому.
Рамдас був обдарованим композитором. Багато зі своїх віршів переклав на музику, справивши вплив на музику та літературу маратхі.